# بترا كرجسوفا
بترا كرجسوفا (بالتشيكية: Petra Krejsová)‏ مواليد 30 يونيو 1990 في تشيكوسلوفاكيا، هي لاعبة كرة مضرب تشيكية. أعلى تصنيف لها في الفردي كان 319. أعلى تصنيف لها في الزوجي كان 233.

## النهائيات

### الفردي (2–0)
| الحصيلة | الرقم | التاريخ       | الدورة                 | الأرضية | المنافس          | النتيجة  |
| ------- | ----- | ------------- | ---------------------- | ------- | ---------------- | -------- |
| الفوز   | 1.    | 21 يوليو 2014 | هورب آم نيكار، ألمانيا | ترابية  | جيسيكا مالتشكوفا | 7–5, 7–5 |
| الفوز   | 2.    | 8 سبتمبر 2014 | براغ، التشيك           | ترابية  | نيكولا فاجدوفا   | 6–2, 6–4 |

## روابط خارجية
- بترا كرجسوفا على موقع رابطة محترفات التنس (الإنجليزية)
- بترا كرجسوفا على موقع الاتحاد الدولي لكرة المضرب (الإنجليزية)
- بترا كرجسوفا على موقع خلاصة التنس.كوم (الإنجليزية)